# 原田浩平
原田 浩平（はらだ こうへい、1983年6月25日 - ）は、大阪府・大阪市出身のフットサル選手。ポジションはピヴォ。フットサル日本代表。

## 経歴
小学5年生時にサッカーを始め、主に左サイドハーフやトップ下としてプレー。スポーツ推薦で清風高校に進学し、高校ではキャプテンを務めた。大阪体育大学でもサッカー部に所属していたが、友人に誘われて4年時にフットサルをはじめ、大学卒業後にはブラジル・サンパウロ州に短期留学してプロフットサルチームの練習に参加。帰国後には京都府1部リーグのリンドバロッサに所属し、フットサル場のアルバイトをしながら泉佐野市内に住んでいた。
2007年のFリーグ発足が決定すると、リンドバロッサ・セレゾン神戸（兵庫県）・セレゾン浜松（静岡県）の3チームが提携し、デウソン神戸を設立してFリーグに参加。清風高等学校時代の先輩だったデウソン神戸GMの上永吉英文に声を掛けられてデウソン神戸とプロ契約を交わし、デウソン神戸の練習場に近い神戸市のポートアイランドに移り住んだ。2007-08シーズンにはベスト5。2008年にはフットサル日本代表として2008 AFCフットサル選手権に出場。2008-09シーズンは1月中旬までに17試合出場15得点で得点ランキング2位につけていたが、1月18日のステラミーゴいわて花巻戦で左膝前十字靱帯を負傷。2008-09シーズンの得点ランキングはバルドラール浦安の稲田祐介に次ぐ2位（タイ）だった。手術を受けて約9ヶ月間チームから離脱し、2009-10シーズンの3順目にようやく復帰した。
2010-11シーズンからはキャプテン。2015年5月31日の府中アスレティックFC戦で200試合出場（200試合登録）を達成。Fリーグ史上12人目。

## 所属クラブ

### サッカー
- 清風高校
- 大阪体育大学

### フットサル
- 2006-2007 リンドバロッサ（京都府1部）
- 2007-2017 デウソン神戸（Fリーグ）
- 2017-???? バサジィ大分（Fリーグ）

## タイトル
- Fリーグ ベスト5 : 2007-08, 2008-09

## 代表選出歴
- フットサル日本代表（2008年、2009年、2010年）

## 個人成績
| 国内大会個人成績 | 国内大会個人成績 | 国内大会個人成績 | 国内大会個人成績 | 国内大会個人成績 | 国内大会個人成績 | 国内大会個人成績 | 国内大会個人成績 | 国内大会個人成績 | 国内大会個人成績 | 国内大会個人成績 | 国内大会個人成績 |
| 年度             | クラブ           | 背番号           | リーグ           | リーグ戦         | リーグ戦         | リーグ杯         | リーグ杯         | オープン杯       | オープン杯       | 期間通算         | 期間通算         |
| 年度             | クラブ           | 背番号           | リーグ           | 出場             | 得点             | 出場             | 得点             | 出場             | 得点             | 出場             | 得点             |
| 日本             | 日本             | 日本             | 日本             | リーグ戦         | リーグ戦         | オーシャン杯     | オーシャン杯     | 全日本選手権     | 全日本選手権     | 期間通算         | 期間通算         |
| ---------------- | ---------------- | ---------------- | ---------------- | ---------------- | ---------------- | ---------------- | ---------------- | ---------------- | ---------------- | ---------------- | ---------------- |
| 2007-08          | 神戸             | 7                | Fリーグ          | 18               | 13               |                  |                  |                  |                  |                  |                  |
| 2008-09          | 神戸             | 7                | Fリーグ          | 17               | 15               |                  |                  |                  |                  |                  |                  |
| 2009-10          | 神戸             | 7                | Fリーグ          | ??               | ??               |                  |                  |                  |                  |                  |                  |
| 2010-11          | 神戸             | 7                | Fリーグ          | ??               | ??               |                  |                  |                  |                  |                  |                  |
| 2011-12          | 神戸             | 7                | Fリーグ          | 27               | 8                |                  |                  |                  |                  |                  |                  |
| 2012-13          | 神戸             | 7                | Fリーグ          | 27               | 9                |                  |                  |                  |                  |                  |                  |
| 2013-14          | 神戸             | 7                | Fリーグ          | 32               | 9                |                  |                  |                  |                  |                  |                  |
| 2014-15          | 神戸             | 7                | Fリーグ          | 29               | 10               |                  |                  |                  |                  |                  |                  |
| 2015-16          | 神戸             | 7                | Fリーグ          |                  |                  |                  |                  |                  |                  |                  |                  |
| 通算             | 日本             | 日本             | Fリーグ          |                  |                  |                  |                  |                  |                  |                  |                  |
| 通算             | 日本             |                  |                  |                  |                  |                  |                  |                  |                  |                  |                  |
| 総通算           |                  |                  |                  |                  |                  |                  |                  |                  |                  |                  |                  |